# 瓦连京·米哈伊洛维奇·西多罗夫
瓦连京·米哈伊洛维奇·西多罗夫（俄语：Валентин Михайлович Сидоров，1928年5月5日—2021年1月9日），苏联及俄罗斯画家。俄罗斯美术家协会名誉主席。

## 生平
1928年生于特维尔省索罗科佩尼诺（现特维尔州科納科沃區）。1935年移居莫斯科。1943年至1948年就读于莫斯科中等美术学校。1948年进入列宁格勒列宾美术学院学习。1952年转至莫斯科苏里科夫美术学院，1954年毕业。长期在农村体验生活，从事风景油画创作。1960年至1966年，在加里宁州上沃洛乔克担任达恰工作室美术总监。1987年至2009年，担任俄罗斯美术家协会主席。1988年获苏联人民画家称号。2009年后，担任名誉主席。他的画作大多收藏于莫斯科特列季亚科夫画廊和圣彼得堡俄罗斯博物馆。2021年1月9日因2019冠状病毒病逝世，葬于特罗耶库罗夫公墓。

## 画作
- 《在温暖的大地上》
- 《丰收》（1969年）

## 出版物
- 西多罗夫. . 由郭晓宾翻译. 山西人民出版社. 2012. ISBN 9787203075837.